# Thinobius validus
Thinobius validus är en skalbaggsart som beskrevs av Thomas Casey 1889. Thinobius validus ingår i släktet Thinobius och familjen kortvingar. Inga underarter finns listade i Catalogue of Life.